# تاخت خازنی
تاخت خازنی یا سوئیچ خازنی یا خازن سوئیچ‌شده یا سوئیچ کَپَسیتُر (به انگلیسی: Switched capacitor) (اختصاری اس‌سی) یک عنصر مدار الکترونیکی است که یک فیلتر را پیاده‌سازی می‌کند. با جابجایی بارها به داخل خازنها وقتی کلیدها باز و بسته می‌شوند، کار می‌کند. معمولاً برای کنترل کلیدها از سیگنال‌های غیر-همپوشانی استفاده می‌شود، به طوری که همه کلیدها به‌طور همزمان بسته نمی‌شوند. فیلترهایی که با این عناصر پیاده‌سازی می‌شوند «فیلترهای خازنی سوئیچ‌شده» نامیده می‌شوند و فقط به نسبت بین ظرفیت‌ها بستگی دارند. این باعث می‌شود که آنها برای استفاده در مدارهای مجتمع بسیار مناسب‌تر باشند، درصورتی که مقاومت‌ها و خازن‌های با دقت تعیین شده برای ساخت مقرون به صرفه نیست.
مدارهای تاخت خازنی معمولاً با استفاده از فناوری اکسید-فلزی-نیم‌رسانا (ماس) با خازن‌های ماس و کلیدهای ترانزیستور اثر میدانی ماس (ماسفت) پیاده می‌شوند، و آنها معمولاً با استفاده از فرایند ماس مکمل (سیماس) ساخته می‌شوند. کاربردهای متداول مدارهای تاخت خازنی ماس شامل مدارهای مجتمع مدارهای مجتمع مخلوط‌کننده-سیگنال، تراشه‌های مبدل دیجیتال به آنالوگ (DAC)، تراشه‌های مبدل آنالوگ به دیجیتال (ADC)، فیلترهای-کدک مدولاسیون کد پالس (PCM) و تلفن دیجیتال پی‌سی‌ام.

## تاخت-خازنی مقاومتی

تاخت-خازنی مقاومتی

ساده‌ترین مدار تاخت-خازنی (SC) تاخت-خازنی مقاومتی است که از یک خازن C و دو کلید S۱ و S۲ که خازن را با یک فرکانس مشخص به‌طور متناوب به ورودی و خروجی SC متصل می‌کند. هر چرخهٔ کلیدزنی یک بار {\displaystyle q} را از ورودی به خروجی در فرکانس کلیدزنی {\displaystyle f} منتقل می‌کند. بار q برروی یک خازن C با ولتاژ V بین صفحات آن بدست می‌آید با:
{\displaystyle q=CV\ }
که در آن V ولتاژ خازن است؛ بنابراین، هنگامی که S۱ بسته‌است در حالی که S۲ باز است، بار ذخیره‌شده در خازن CS عبارت است از:
{\displaystyle q_{\text{IN}}=C_{S}V_{\text{IN}}.\ }
هنگامی که S۲ بسته‌است (S۱ باز است - هر دو در یک زمان بسته نمی‌شوند)، مقداری از آن بار از خازن منتقل می‌شود و پس از آن بار باقی مانده در خازن CS است:
{\displaystyle q_{\text{OUT}}=C_{S}V_{\text{OUT}}.\ }
بنابراین، بار خارج شده از خازن به خروجی است:
{\displaystyle q=q_{\text{IN}}-q_{\text{OUT}}=C_{S}(V_{\text{IN}}-V_{\text{OUT}})\ }
از آنجا که این بار q با نرخ f منتقل می‌شود، میزان انتقال بار در واحد زمان برابر است:
{\displaystyle I=qf.\ }
انتقال پیوسته بار از یک گره به گره دیگر معادل جریان است، بنابراین I (نماد جریان الکتریکی استفاده می‌شود)
با جایگذاری q در بالا، ما داریم:
{\displaystyle I=C_{S}(V_{\text{IN}}-V_{\text{OUT}})f\ }
بگذارید V ولتاژ روی اس‌سی از ورودی به خروجی باشد؛ بنابراین:
{\displaystyle V=V_{\text{IN}}-V_{\text{OUT}}.\ }
بنابراین مقاومت معادل R (یعنی رابطه ولتاژ-جریان) است:
{\displaystyle R={V \over I}={1 \over {C_{S}f}}.\ }
بنابراین، اس‌سی مانند یک مقاومت رفتار می‌کند که مقدار آن به ظرفیت CS و فرکانس کلیدزنی f بستگی دارد.
مقاومت SC به عنوان جایگزینی برای مقاومتهای ساده در مدارهای مجتمع استفاده می‌شود زیرا ساخت آن با گستره وسیعی از مقادیر آسان‌تر است. همچنین این مزیت را دارد که می‌توان با تغییر فرکانس کلیدزنی مقدار آن را تنظیم کرد (یعنی یک مقاومت قابل‌برنامه‌ریزی است). همچنین نگاه کنید به: کاربردهای تقویت‌کننده عملیاتی.
از همین مدار می‌توان در سیستم‌های زمان گسسته (مانند مبدل‌های آنالوگ به دیجیتال) به عنوان مدار رهگیری و نگهداری (تِرَک اند هلد) استفاده کرد. درطول فاز کلاک مناسب، خازن ولتاژ آنالوگ را از طریق یک کلید نمونه برداری می‌کند و در فاز دوم این مقدار نمونه برداری شده را برای پردازش به یک مدار الکترونیکی ارائه می‌دهد.

## انتگرال‌گیر حساس به پارازیت

یک انتگرال‌گیر حساس به پارازیت با تخت-خازنی ساده

اغلب از مدارهای تاخت-خازنی برای بدست آوردن بهره ولتاژ درست و انتگرال‌گیری با کلیدزنی یک خازن نمونه بر روی یک آمپ-امپ با یک خازن {\displaystyle C_{fb}} در بازخورد استفاده می‌شود. یکی از اولیه‌ترین این مدارها انتگرال‌گیر حساس به پارازیت است که توسط مهندس چک، بیدریش هاستیکا ساخته شده‌است. تحلیلی وجود دارد. معرفی می‌شود با {\displaystyle T=1/f} دوره کلیدزنی در خازن‌ها
ولتاژ {\displaystyle \times } ظرفیت = بار
سپس، هنگامی که S1 باز و S2 بسته می‌شود (هرگز هر دو در یک زمان بسته نمی‌شوند)، موارد زیر را داریم:
۱) چون {\displaystyle C_{s}} به تازگی شارژ شده‌است:
{\displaystyle Q_{s}(t)=C_{s}\cdot V_{s}(t)\,}
۲) از آنجا که خازن بازخورد ، {\displaystyle C_{fb}} ، ناگهان با همان اندازه بار شارژ می‌شود (توسط آمپ-امپ که به دنبال اتصال کوتاه مجازی بین ورودی‌های خود است):
{\displaystyle Q_{fb}(t)=Q_{s}(t-T)+Q_{fb}(t-T)\,}
حالا تقسیم‌کردن ۲) بر {\displaystyle C_{fb}} :
{\displaystyle V_{fb}(t)={\frac {Q_{s}(t-T)}{C_{fb}}}+V_{fb}(t-T)\,}
و درج ۱):
{\displaystyle V_{fb}(t)={\frac {C_{s}}{C_{fb}}}\cdot V_{s}(t-T)+V_{fb}(t-T)\,}
این آخرین معادله نشان دهنده آنچه در {\displaystyle C_{fb}} می‌رود است، ولتاژ آن را در هر دوره با توجه به بار «پمپ‌شده» از {\displaystyle C_{s}} (به دلیل آپ آمپ) افزایش می‌دهد (یا کاهش می‌دهد).
ببا این وجود، اگر {\displaystyle T} خیلی کوتاه باشد، روش زیبایی تری برای تدوین این واقعیت وجود دارد. بگذارید معرفی کنیم {\displaystyle dt\leftarrow T} و {\displaystyle dV_{fb}\leftarrow V_{fb}(t)-V_{fb}(t-dt)} و آخرین معادله را با تقسیم بر dt را دوباره بنویسید:
{\displaystyle {\frac {dV_{fb}(t)}{dt}}=f{\frac {C_{s}}{C_{fb}}}\cdot V_{s}(t)\,}
بنابراین، ولتاژ خروجی آمپ-امپ به شکل زیر است:
{\displaystyle V_{OUT}(t)=-V_{fb}(t)=-{\frac {1}{{\frac {1}{fC_{s}}}C_{fb}}}\int V_{s}(t)dt\,}
این یک انتگرال‌گیر وارون با یک «مقاومت معادل» {\displaystyle R_{eq}={\frac {1}{fC_{s}}}} است. این امکان را برای تنظیم آن به صورت برخط یا زمان اجرا فراهم می‌کند (اگر نوسان کلیدها را مطابق با برخی سیگنال‌های داده‌شده توسط میکروکنترلر مدیریت کنیم).